# Paschalik Herzegowina

Flagge des Paschaliks Herzegowina

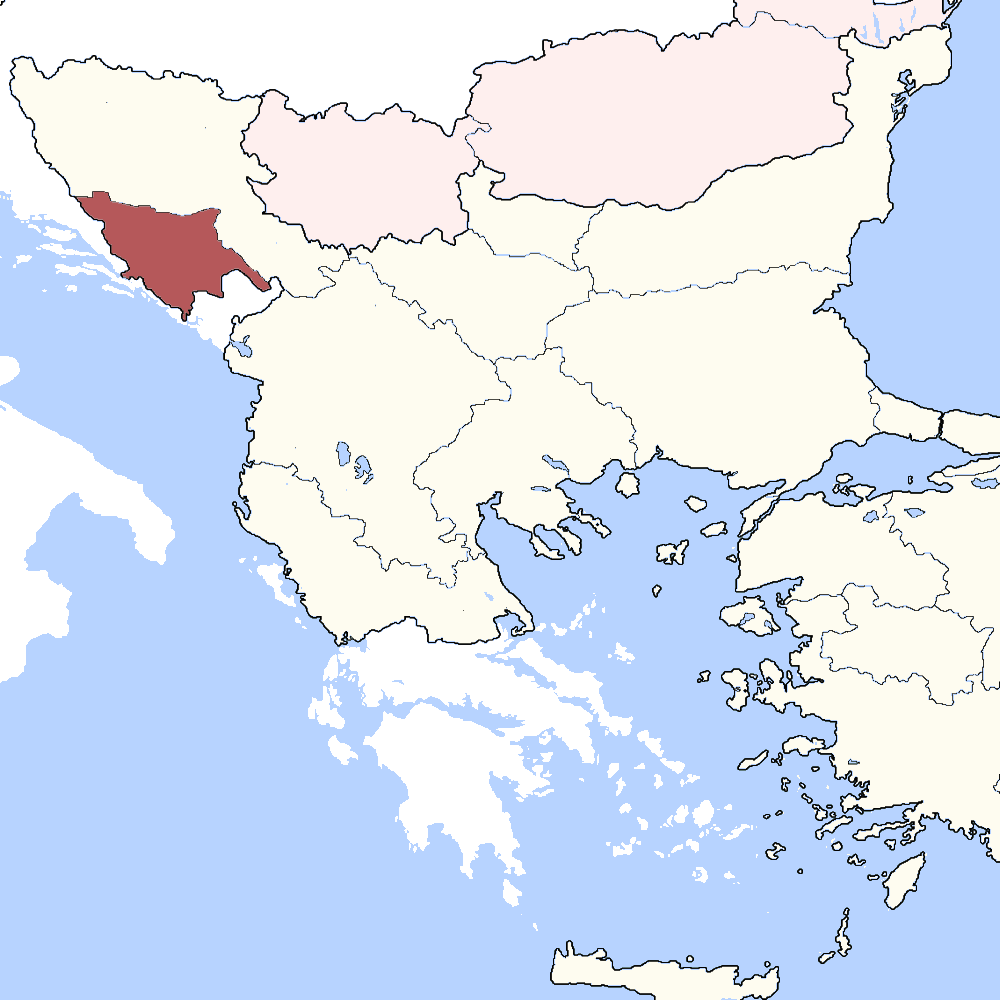
Das Paschalik Herzegowina (1850er Jahre)

Das Eyâlet Herzegowina (osmanisch ایالت هرسك İA Eyālet-i Hersek), auch Paschalik von Herzegowina war von 1833 bis 1851 ein Eyâlet bzw. Paschalik des Osmanischen Reiches. Die Hauptstadt war zuletzt Mostar.

## Geschichte
Das Paschalik Herzegowina wurde 1833 begründet. Es ging aus dem Sandschak Herzegowina hervor. Ali Pascha Rizvanbegović, ein Einheimischer aus Herzegowina, wurde der halb unabhängige Wesir des neuen Paschaliks. Nach seinem Tod im Jahre 1851 wurde das Paschalik Herzegowina aufgelöst und dem Paschalik Bosnien zugeschlagen.
1864 wurde die Herzegowina als Vilâyet Herzegowina (Hersek Vilâyeti) erneut abgespalten. Dieses wurde im Jahr 1878 zusammen mit Bosnien von Österreich-Ungarn besetzt und beide 1908 annektiert, wodurch das heutige Bosnien und Herzegowina begründet wurde.

## Verwaltungsgliederung
Das Paschalik von Herzegowina bestand aus folgenden Landkreisen: Prijepolje, Taslidža mit Kolašin und Šaranci mit Drobnjak, Čajniče, Nevesinje, Nikšić, Ljubinje-Trebinje, Stolac, Počitelj, Blagaj, Mostar, Duvno und der Hälfte des Landkreises von Konjic mit dem südlichen Teil von Neretva.